# Castelo Drummond
O Castelo Drummond (em língua inglesa Drummond Castle) é um castelo localizado em Perthshire, Escócia. 
Encontra-se classificado na categoria "B" do "listed building" desde 5 de outubro de 1971. É mais conhecido pelos seus jardins, os quais estão classificados na categoria "A" do "listed building" desde 5 de outubro de 1971.